# St. Martin’s Press
St. Martin's Press – amerykańskie wydawnictwo książek z siedzibą w Equitable Building na Broadwayu w Nowym Jorku. Założone w 1952 w Londynie. Jest uznawane za jednego z największych wydawców anglojęzycznych, dostarczając czytelnikom rocznie około 700 tytułów pod ośmioma imprintami. Aktualnym naczelnym wydawnictwa jest George Witte.

## Imprinty
- St. Martin's Press (książki z głównego nurtu i bestsellery)[2]
- St. Martin's Griffin (główne książki w miękkiej oprawie, w tym fantastyka naukowa i romans)
- Minotaur (thrillery i książki trzymające w napięciu)
- Picador (książki specjalistyczne)
- Thomas Dunne Books (książki z głównego nurtu oraz trzymające w napięciu)
- All Points Books (książki polityczne)
- Tor Books (fantastyka naukowa, imprint zakupiony w 1986)
- Truman Talley Books (książki biznesowe i specjalistyczne), założony w 1980 i przewodzony przez 28 lat przez Truman Talley (zmarł w 2013)